# Parafia św. Wojciecha w Płochocinie
Parafia pw. św. Wojciecha w Płochocinie – rzymskokatolicka parafia należąca do dekanatu błońskiego, archidiecezji warszawskiej, metropolii warszawskiej Kościoła katolickiego. W parafii posługują księża diecezjalni. Od 2021 roku proboszczem parafii jest ks. kan. Marcin Loretz.